# Conophyma plotnikovi
Conophyma plotnikovi is een rechtvleugelig insect uit de familie Dericorythidae. De wetenschappelijke naam van deze soort is voor het eerst geldig gepubliceerd in 1927 door Boris Petrovich Uvarov.